# 서광계
서광계(중국어 정체자: 徐光啓 Xú Guāngqǐ[*], 1562년 4월 24일 ~ 1633년 11월 10일)는 중국 명나라 후기의 정치가이자 학자이다. 명 강소성(江蘇省) 송강부(松江府) 상해현(上海縣, 오늘날 중국 상하이)에서 출생했다. 자는 자선(子先), 호는 현호(玄扈), 세례명은 바오로(중국명 保祿)이다. 이지조(李之藻), 양정균(楊廷筠)과 함께 그 당시의 뛰어난 엘리트였다.

## 로마 가톨릭과의 만남
1600년(만력28년), 지식인을 대상으로 선교하는 마테오 리치를 처음 만났고, 1603년(만력31년), 그에게 세례를 받아 로마 가톨릭교회으로 개종해 천문학과 수학을 배웠다. 그는 한림원(翰林院) 서길사(庶吉士)로 있으면서 선교사들과 협력하여 포교서와 유럽의 역서 등을 번역하고, 양학을 철저히 연구하여, 유클리드의 기하학을 마테오 리치와 함께 번역하여 《기하원본(幾何原本)》 (전6권)을 간행하였다.
예수회 선교사 판토하(Diego de Pantoja, 龐迪我)를 도와 로마 가톨릭 교의 해설서 《칠극진훈(七克眞訓)》을 저술하였으며, 또 서양의 천문학 책을 번역하여 《숭정 역서(崇禎曆書)》를 만들기도 하였다. 그 여파로 《농정 전서(農政全書)》(전 60권)를 만들어 중국에서 옛날부터 전해오는 농학자의 주장을 모두 분류하는 등 중국 문화에 획기적인 공헌을 하였다. 1623년(천계3년) 예부우시랑(禮部右侍郎)이 되었으나 책모에 의해 물러났다. 1627년(천계7년), 다시 기용되어 예부좌시랑(禮部左侍郎), 1630년(숭정3년), 예부상서(禮部尙書)로 발탁되었으며, 1632년(숭정5년), 예부상서 겸 동각대학사(東閣大學士)에 올랐다. 큰 벼슬에 있으면서 천주교 포교에 도움을 주었고, 서양의 과학과 문명을 소개하였으며, 서방의 인사들을 청해하기도 했다. 한림원(翰林院) 서길사(庶吉士)로 있을 때 선교사들과 함께 상하이에 교회·병원·고아원·학교 등을 설립하였다.

## 조선에 끼친 영향
서광계의 저서 다수가 조선에 전해졌고, 조선의 실학자들에게 많은 영향을 주었다.

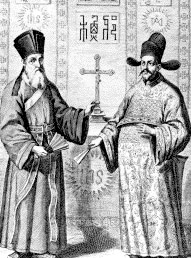
《기하원본(幾何原本)》 삽화에 나오는 마테오 리치와 서광계
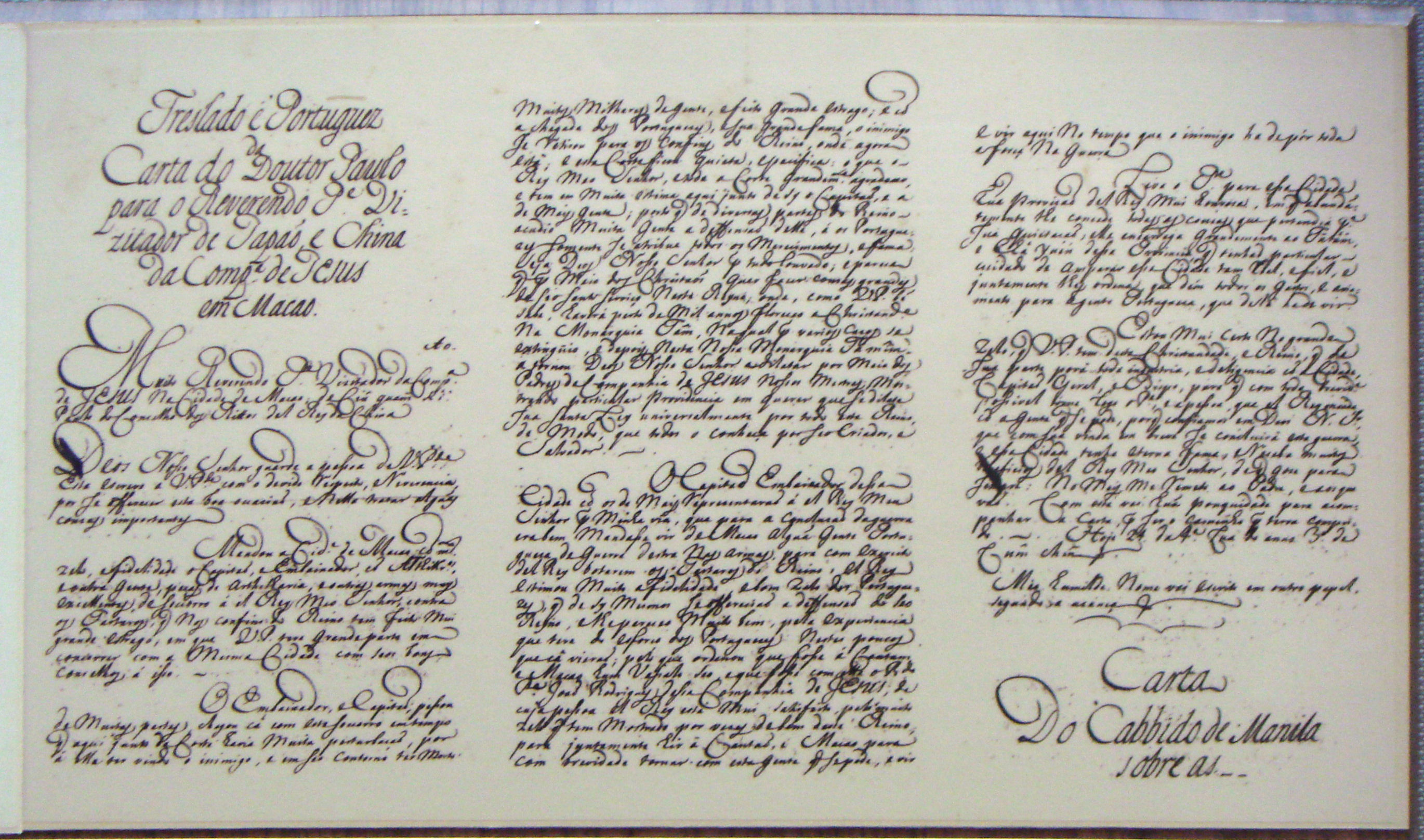
포르투갈 국왕이 서광계에게 보낸 격려문
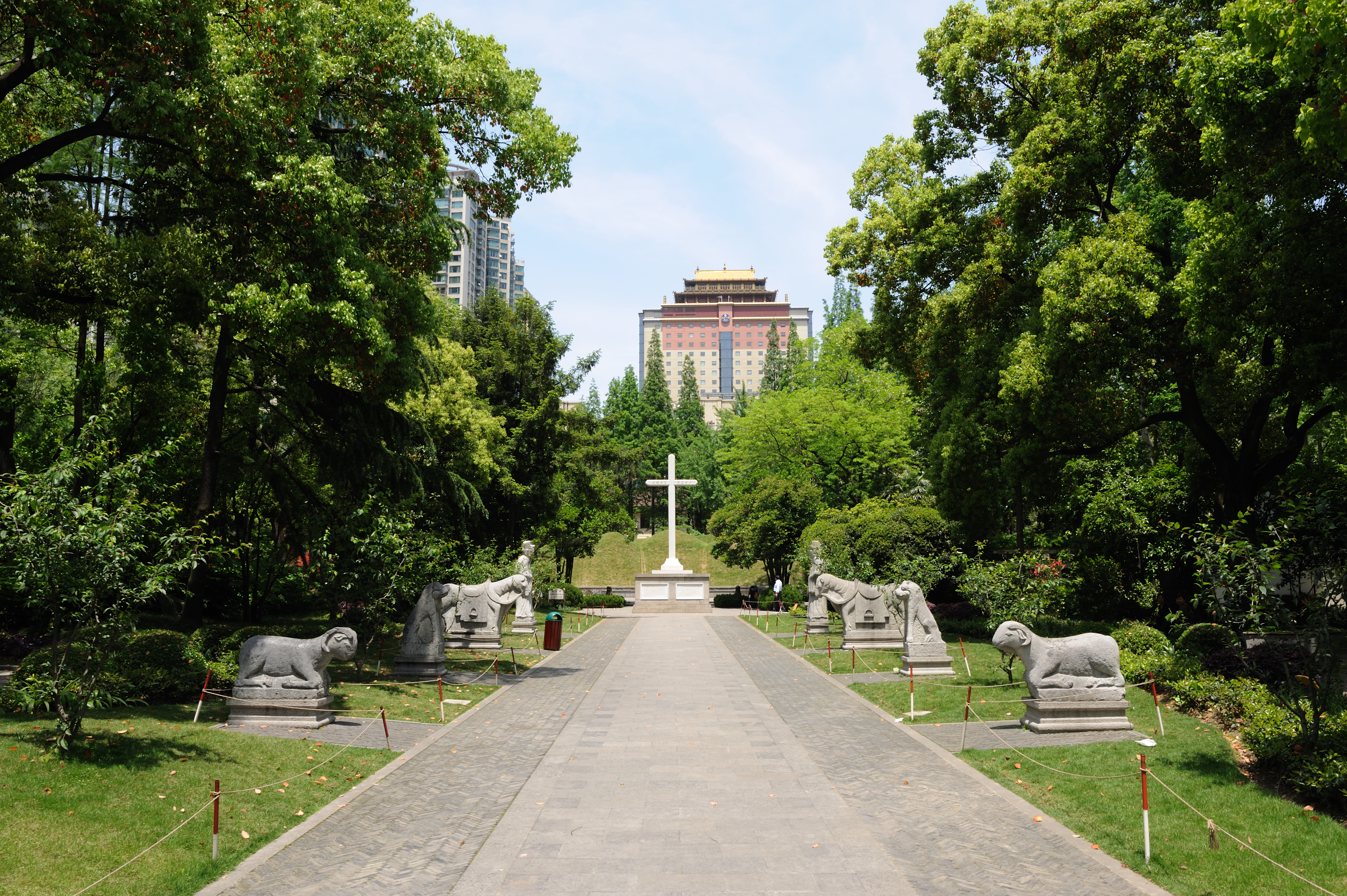
서광계의 묘원(墓園)
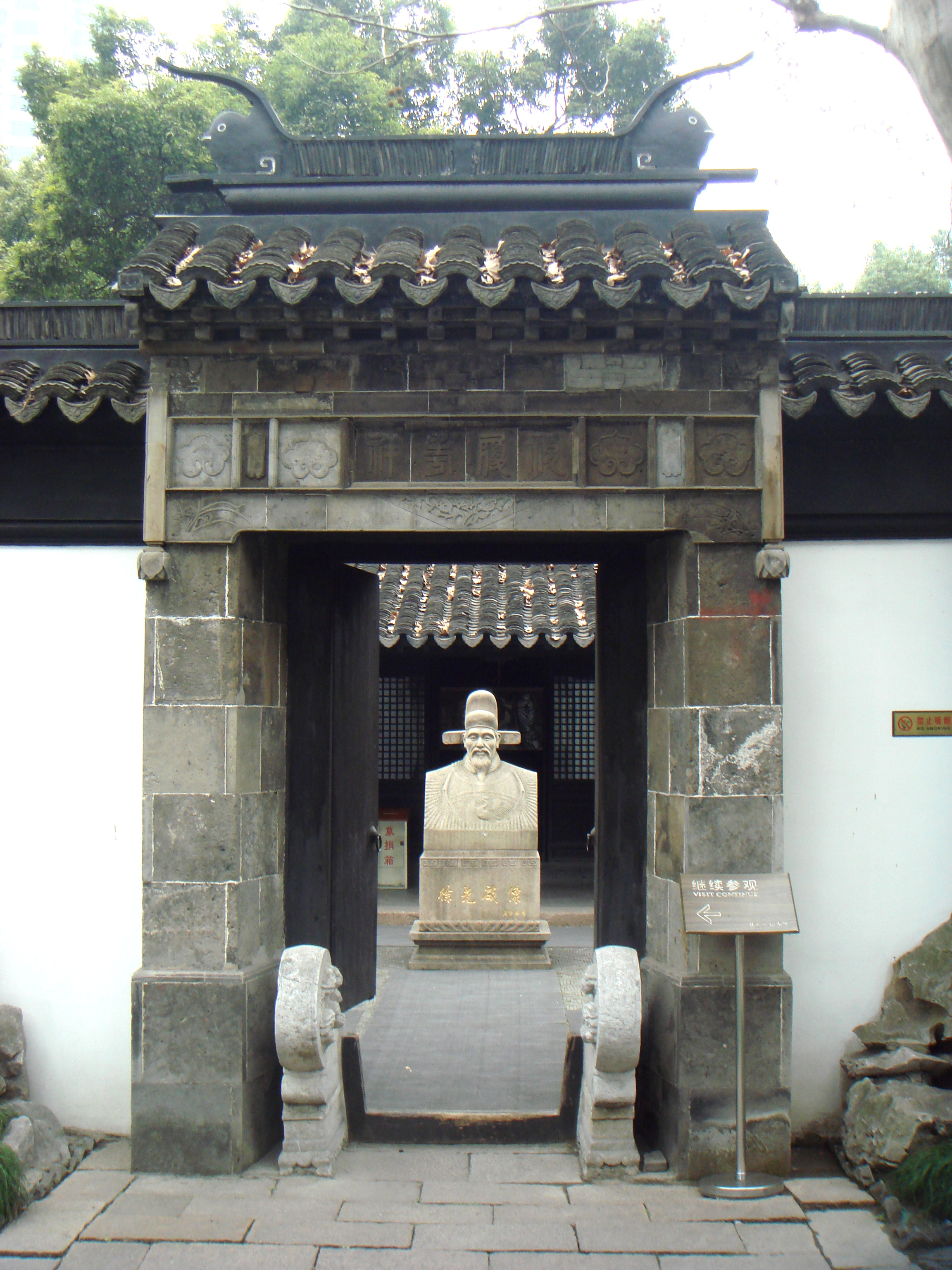
서광계 기념관

## 조선감호론
1619년(만력47년), 명-조선 연합군이 심하(深河) 부차(富車)에서 후금(後金) 군대와 벌인 사르후 전투에서 패배한 이후, 한림원검토(翰林院檢討)로 있었던 서광계는 그해 3월부터 11월까지 7개의 상주문을 통하여 요동(遼東) 방어책을 건의하였는데, 이중 6월 28일자로 제출한 상주문 <遼左阽危已甚疏>에서 조선을 감호(監護)하자는 이른바 ‘조선감호론(朝鮮監護論)’을 제기하였다.
서광계는 ‘조선마저 후금의 위협에 굴복하여 조선이 이미 후금 수중에 들어갔다’는 등의 표현을 사용하면서 조선을 감호해야 한다고 주장하였다. 서광계는 감호에 대하여 ’감(監)은 그 정형을 살피는 것이고 호(護)는 그 위태로움을 돕는 것이다(監者察其情形, 護者扶其顛危也)’라고 설명하였다. 즉 조선을 감호한다는 것은 주변 정형(情形, 주변 정세 형국)을 살펴보았다가 위기 발생 시에 원조하겠다는 뜻에 불과하였던 것이다.
서광계의 감호론은 일부 조정 관료들의 동조를 얻는 것에 그쳤다. 명조는 실질적으로 감호를 시행할 수 없었다. 만력제의 정치 무관심, 재정 부족, 명조 내 당쟁(黨爭), 황후 국상 등 명 내부의 문제도 있었지만, 실제로 감호론이 시행된다한들 조선이 이를 거부할 경우 명조는 이에 대응할 수 없었기 때문이다.
그러나 진주사(陳奏使)로 파견되어 북경에 다녀온 이정구(李廷龜)는 서광계의 감호론 제기에 관하여서 왜곡하거나 확대해석하여 조정에 보고하였다. 이정구는 현재 명 조정에서 조선감호론이 확산되고 있어 매일 조정에서 이에 대하여 논의하고 았으며, 병부상서(兵部尙書) 황가선(黃嘉善)은 서광계의 의견에 반대하였다가 탄핵당하였다고 보고하였다. 특히 이정구는 서광계가 감호에 대하여 ‘감(監)은 그 정형(政刑, 정치와 형벌, 조선의 정치 및 사법 전반)을 감독하는 것이고 호(護)는 그 위태로움을 돕는 것이다(監者監其政刑, 護者扶其顛危云)’라고 설명하였다고 한 바, 이는 察을 監으로 바꾸고, 한국 한자발음으로 같은 ‘정형(情形)’을 ‘정형(政刑)’으로 바꾸어서 과장되거나 왜곡된 사실을 보고한 것이었다.
이정구의 의도는 광해군(光海君)의 외교노선에 대한 비판에 있었다. 사르후 전투 패배 이후, 후금은 조선에 5명의 포로를 송환한 한편, 이들을 통해서 ‘후금국한서달조선국왕(後金國汗書達朝鮮國王)’이란 서신을 조선에 보내어, 명과의 관계를 끊고 자신들과 연합하여 명을 치자는 제의와 함께 답신을 보낼 것을 말하였다. 한편 심하전투에서 패배하여 후금의 포로가 된 강홍립(姜弘立)은 5명의 포로들을 통하여 광해군에게 비밀장계를 보내어, 후금과 화친할 것을 청하였다.
이를 두고 광해군과 조정대신 사이에서 의견 대립이 발생하였다. 비변사(備邊司), 승정원(承政院), 사간원(司諫院), 사헌부(司憲府) 등은 포로 5명을 처형하고 답신을 보내지 말라고 주장하였으나, 광해군은 포로 처형에 반대하고 즉시 후금에 답신을 보낼 것을 주장하였다. 광해군과 대립하던 서인(西人)의 일원인 이정구는, 서광계의 조선감호론을 왜곡하고 명 조정 내에서의 감호론에 대한 절대적 지지 여론이 있다고 과장되게 보고함으로써, 명 조정 전체가 조선의 정치에 깊이 간여하겠다고 하는 이유가 바로 광해군이 후금에 유화적인 태도를 취하는 외교 정책이라는 것을 일깨워주려고 한 것이다. 한편, 광해군과 가까운 대북(大北) 계열조차도 이정구의 의견에 동조하였다.

## 농정전서
서광계가 편찬한 농서(農書)인데, 중국 3대 농서의 하나로 평가받고 있다. 그가 죽은 후 1639년 진자룡(陳子龍)에 의해 쑤저우[蘇州]에서 간행되었다. 농학자의 여러 설을 총괄, 분류하고 자신의 경험과 연구결과를 첨부하여 집대성하였다. 농본(農本) ·전제(田制) ·농사(農事) ·수리(水利) ·농기(農器) ·수예(樹藝) ·잠상(蠶桑) 등 12문(門)으로 되어 있다. 새로 수입된 서양의 수력학(水力學)과 지리학도 참고하여 저술하였다. 권27의 《종저법(種藷法)》, 권35의 《목면(木棉)》, 권44의 《제황소(除蝗疏)》는 명저로 알려져 있다. 조선시대의 농서 간행에도 많은 영향을 주었으며, 특히 연암 박지원이 《과농소초》를 지을 때 많이 인용하였다.
필리핀을 통해서 1594년에 들어와 푸젠성(福建省)에서 재배중인 고구마를 1608년에 입수하여 재배법을 연구했는데, 그 결과에 대해서도 자세히 기록해놓았다. 고구마를 홍저(紅著), 첨저(甛著), 주저(朱著)라고 했으며 외국에서 들어왔다는 뜻을 가진 번저(番著)라고도 표기했다. 또한 고구마가 가장 좋은 구황작물이라고 판단한 그는 사람들에게 재배하도록 장려하였다.

## 같이 보기
- 농업의 역사